# Hochegg (Gemeinde Schwarzenbach)
Das Hochegg ist eine Rotte der Marktgemeinde Schwarzenbach im Bezirk Wiener Neustadt-Land  im niederösterreichischen Industrieviertel in Niederösterreich.

## Geografie
Hochegg liegt im südlichen Rosaliengebirge, am Talende der kleinen Täler Hocheckgraben, Essengraben und Glasgraben, nördlich des Markts Schwarzenbach, auf etwa 390 m ü. A.
Nachbarorte:
| Essengraben | Eggenbuch                                   |         |
|             | Kompassrose, die auf Nachbargemeinden zeigt | Schulau |
|             | Schwarzenbach-Platz                         |         |

## Geschichte
Laut Adressbuch von Österreich waren im Jahr 1938 in Hochegg einige Landwirte mit Direktvertrieb ansässig.

### Ortsname
Egg/Eck ist eine alte baiuwarische Bezeichnung für Rodungsecken. Eine ältere Schreibweise des Ortsnamens ist Hocheck.

### Historische Landkarten

Schwarzenbach und seine Rotten (Aufnahmeblätter der Josephinischen Landesaufnahme und der Franzisco-Josephinischen Landesaufnahme)
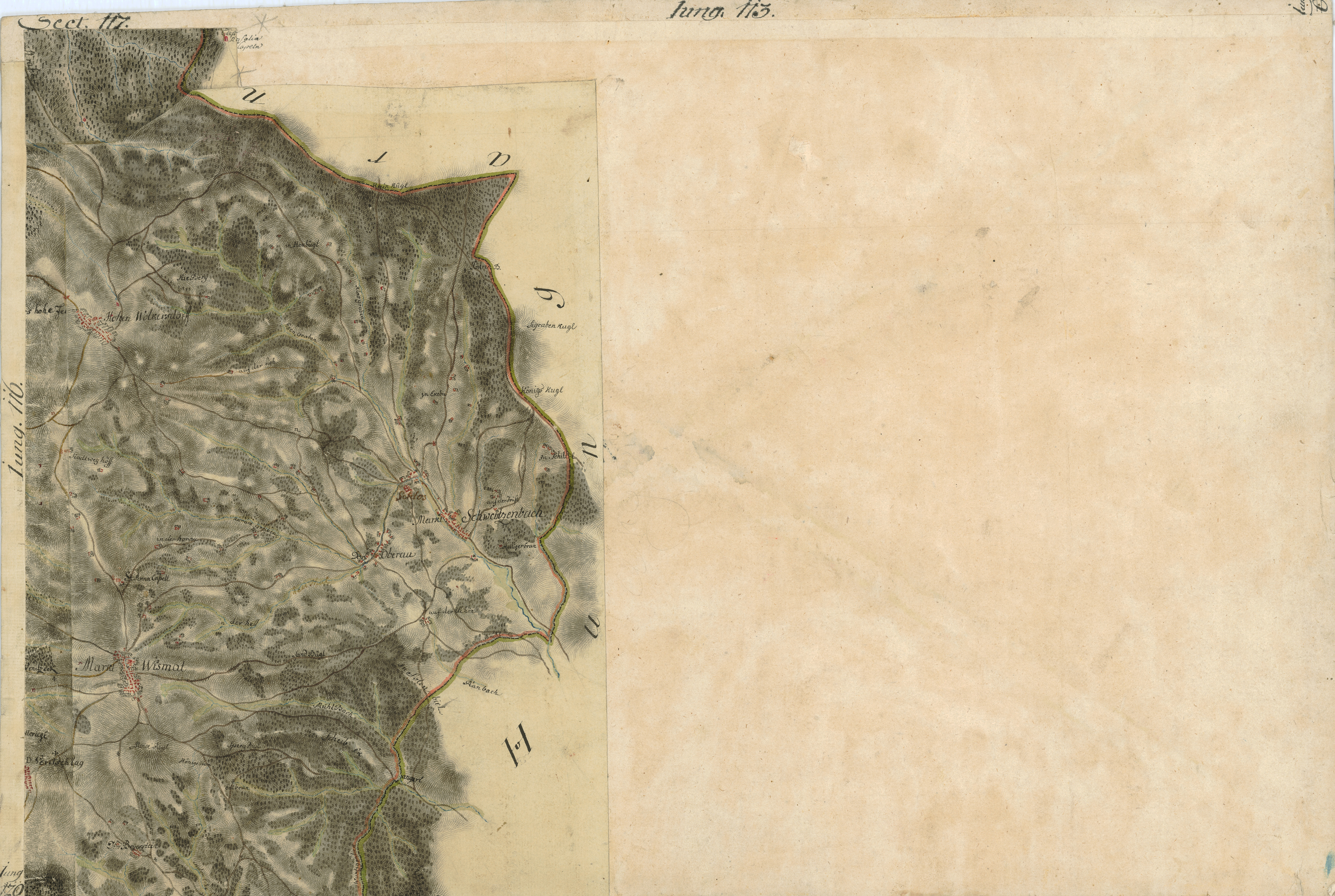
Um 1780: Schwarzenbach (Hochegg unbenannt) auf der Karte der Josephinische Landesaufnahme (an der kgl. Ungarischen Grenze)
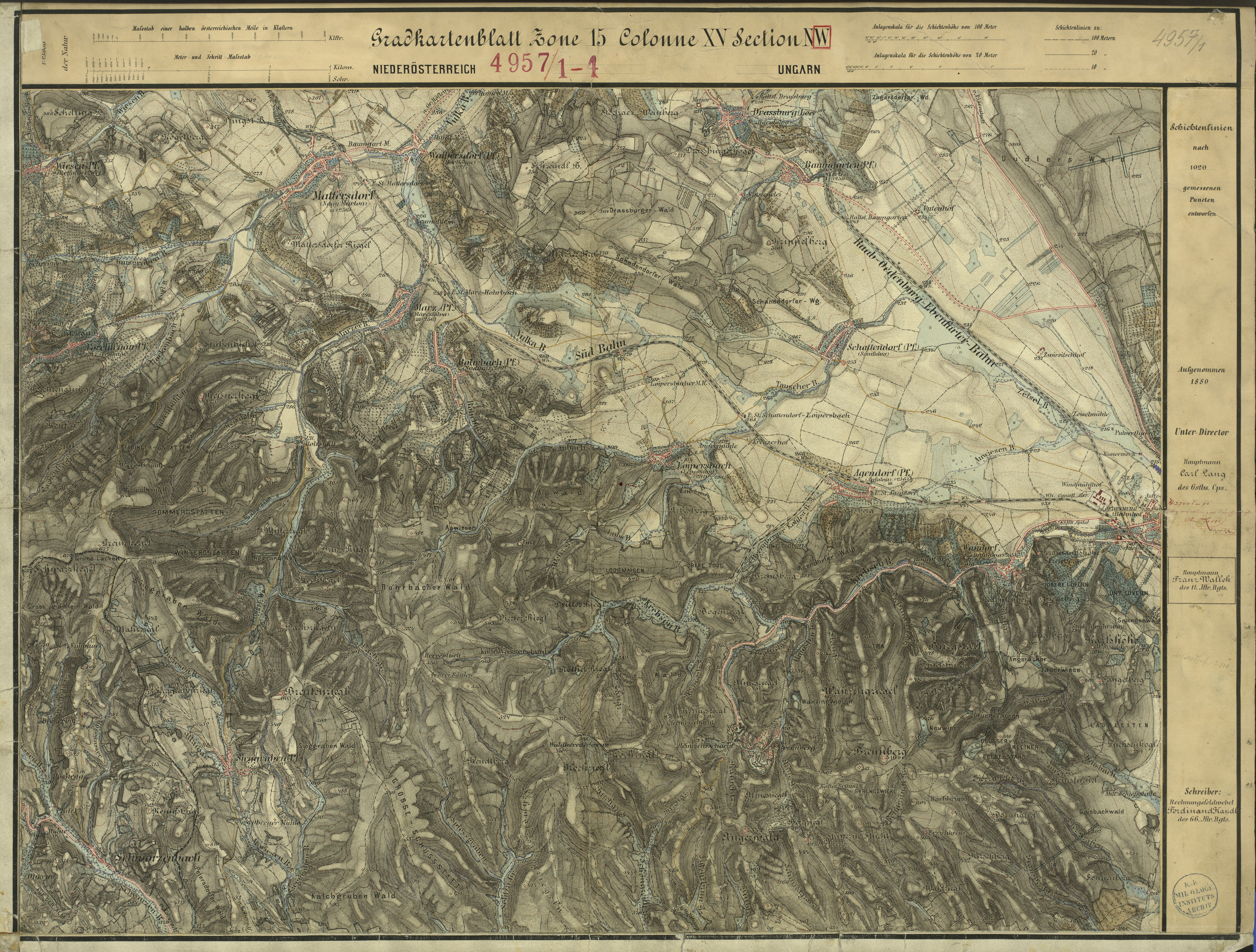
1880: Hochegg (ganz links unten)